# Священнический кодекс

Предполагаемое распределение авторства книг Бытия, Исход, Левит и Чисел согласно Ричарду Фридману («Кто написал Библию?», 1987)

Священнический кодекс (или «жреческий кодекс») — именование y библейских критиков одного из источников, из которых, по их мнению, составлено так называемое ими Шестикнижие (то есть Пятикнижие вместе с Книгой Иисуса Навина (евр. кн. Иошуа), которая, по их мнению, является заключительной частью Пятикнижия). Сокращённо этот источник обозначается PC (= Priester-Codex), или P.
Название «Priestercodex» впервые было употреблено Эйхгорном (1824), но как обозначение только Книги Левит, соответственно её древнееврейскому названию: др.-евр. תורת כהנים‬ («Торат ха-коханим» или «Тора священников»). Тот источник, который новейшие критики называют PC, имел y прежних критиков другие названия. Когда критики предполагали, что Книга Бытия составлена из двух источников, Элохиста (E) и Яхвиста (J), PC (предполагавшийся только в кн. Бытия) назывался Элохистом.

## Именование
С тех пор как Герман Гупфельд (1853) привёл доводы в пользу того, что, кроме Яхвиста, в кн. Бытия следует различать два источника, которые употребляют имя Божие Элохим, РС стал определяться как «первый», или «старший» Элохист (в отличие от «младшего» Элохиста, который начинается от Быт. 20).
Когда стало господствовать мнение, что не только Книга Бытия, но и все книги Пятикнижия (и Иисуса Навина) составлены из тех же источников (Второзаконие является самостоятельным источником), так что и Элохист, начиная с Исх. 6:2, употребляет имя Божие Яхве, PC стал называться «Основным сочинением» (нем. Grundschrift), потому что считался первым по времени из источников Шестикнижия; с него же и начинается Тора.
А. Дильман обозначал этот источник буквой А.
Были и другие названия, как, например, «Книга начал» («Buch der Ursprünge») y Эвальдa, «Анналист» y Шрадерa.
«Священническим кодексом» этот источник называется у критиков школы Велльгаузена на том основании, что, по их мнению, весь церемониальный закон Пятикнижия (за исключением Второзакония), в котором священникам отведено первенствующее место, содержится именно в этом источнике; предполагается поэтому, что все это законодательство вышло из священнической среды.

## Содержание и особенности
Священнический кодекс включает не только книгу Левит, но и многие части кн. Чисел и даже кн. Бытия, Исхода и Навина. Содержание этого источника состоит, таким образом, и из законоположений, и из связного исторического рассказа; законоположения вставлены в рамки исторического изложения и обусловливаются историческими событиями.
Признаки, по которым критики выделяют этот источник из общей массы литературного материала Шестикнижия и из других источников этой книги, следующие:
- употребление (до Исх. 6:2) слова Элохим как имени Божьего (в этом пункте он отчасти соответствует другому источнику Шестикнижия, т. наз. Элохисту);
- стиль и известные обороты речи, которые, по мнению критиков, свойственны только этому источнику, напр. עדה, עדת ישראל, פ׳ הוליד את פ׳ (y Яхвиста (פ׳ ילד את פ׳) לדורותם, לדורותינם, זכר ונקנה, כל נשר (у Яхв. יקום), נתן נרית, הקים נרית (у Яхв. и Втор. כרת נרית), פדן ארם (у Яхв. ארם נהרים) и т. д.

Руководствуясь такими признаками и устраняя этой гипотезой повторения, шероховатости и противоречия в изложении Шестикнижия, критики полагали, что им удалось выделить особые источники в этой книге, в частности и Священнический кодекс.
В противоположность двум другим главным источникам, Яхвисту (J) и Элохисту (E), Священнический кодекс вошёл почти целиком в состав Шестикнижия, особенно кн. Бытия Характерным для Священнического кодекса критики считают, главным образом, его склонность к хронологии, к именам и числам вообще, к точной формулировке, ради которой он не боится повторения слов и предложений. Богословское мировоззрение его, по мнению критиков, более развито, чему J и Е. Ангелы будто бы в нём не упоминаются, даже там, где в параллельных рассказах других источников они приводятся, как действующие лица. Антропоморфизмы по возможности избегаются. Форма и язык продуманы. Стереотипные формулы встречаются чаще, чем в других источниках.
Однако несмотря на общую характеристику, которую критики нашли в этом источнике, они при дальнейшем анализе принуждены были прибегнуть к предположению, что и этот источник (как и J и Е) не является цельным сочинением, a в нём следует различить несколько элементов:
- очень важный сборник «законов ο святости» (нем. Heiligkeitsgesetz; сокращённо — Н): Лев. 17—26 (с исключениями)[4];
- затем различаются Р1, Р2, Р3 и т. д.[1]